# Dynarczyk
Dynarczyk (Dinaromys) – rodzaj ssaków z podrodziny karczowników (Arvicolinae) w obrębie rodziny chomikowatych (Cricetidae). 

## Rozmieszczenie geograficzne
Rodzaj obejmuje gatunki występujące na Półwyspie Bałkańskim. 

## Morfologia
Długość ciała (bez ogona) 123–158 cm, długość ogona 82–114 cm; masa ciała 46,5–99 g. 

## Systematyka
Rodzaj zdefiniował w 1955 roku węgierski paleontolog Miklós Kretzoi w artykule poświęconym rodzajom Dolomys i Ondatra, opublikowanym w czasopiśmie Acta Geologica Academiae Scientiarum Hungaricae. Gatunkiem typowym jest (oryginalne oznaczenie) dynarczyk górski (D. bogdanovi). 

### Etymologia
Dinaromys: Góry Dynarskie (ang. Dinaric Alps), Europa; gr. μυς mus, μυος muos ‘mysz’.

### Podział systematyczny
Do rodzaju należą następujące występujące współcześnie gatunki:
| Grafika | Gatunek                             | Autor i rok opisu                 | Nazwa zwyczajowa | Podgatunki         | Rozmieszczenie geograficzne | Podstawowe wymiary                             | Status IUCN |
| ------- | ----------------------------------- | --------------------------------- | ---------------- | ------------------ | --- | ---------------------------------------------- | ----------- |
|         | dynarczyk górskiDinaromys bogdanovi | V.E. Martino & E.V. Martino, 1922 | dynarczyk górski | 2 podgatunki       | Góry Dynarskie na wschód od rzeki Neretwa w Bośni i Hercegowinie, Chorwacji, Kosowie, Czarnogórze, zachodniej Macedonii Północnej oraz wschodniej i północnej Albanii | DC: 12,3–15,8 cm DO: 8,2–11,4 cm MC: 46,5–99 g | VU          |
|         | Dinaromys longipedis                | (Đulić & Vidinić, 1967)           |                  | gatunek monotypowy | Góry Dynarskie na zachód od rzeki Neretwa, w części Chorwacji oraz Bośni i Hercegowiny                                                                                | DC: 13–15,4 cm DO: 9,2–11 cm MC: 49–84 g       | NE          |

Kategorie IUCN:  LC  – gatunek najmniejszej troski;  NE  – gatunki niepoddane jeszcze ocenie.
Opisano również gatunki wymarłe: 
- Dinaromys allegranzii Sala, 1996[12] (Włochy; pliocen)
- Dinaromys dalmatinus (Kormos, 1931)[13] (Chorwacja; plejstocen)
- Dinaromys posterior (Jánossy, 1969)[14] (Węgry; pliocen)
- Dinaromys topachevskii Nesin & Skorik, 1989[15] (Ukraina; plejstocen)